# Sanjam Regmi
Sanjam Regmi (sinh 22 tháng 12 năm 1982) là 1 vận động viên cricket người Nepal. Anh là 1 right-handed batsman và off spin bowler, anh bắt đầu chơi cho đội tuyển quốc gia từ năm 2001, cùng với 2 trận first-class.

## Tiểu sử
Sinh tại Kalaiya năm 1982, Sanjam Regmi chơi trận đầu cho đội tuyển năm 2001 khi đối đầu với đội Đức ở giải 2001 ICC Trophy tại Ontario. Năm tiếp theo, anh thi đấu giải Under-19 World Cup ở New Zealand.
Anh chơi trận first-class đầu tiên ở giải 2004 ICC Intercontinental Cup với đội UAE và Malaysia. Anh cũng chơi giải ACC Fast Track Countries Tournament đối đầu với Singapore, UAE và Hong Kong trước khi thi đấu repêchage tournament của 2005 ICC Trophy vào tháng 2 năm 2005, đội Nepal đứng thứ 3 sau khi đánh bại Qatar ở trận play-off.
Sau giải này, anh chơi ACC Fast Track Countries match đối đầu với Malaysia. Anh đại diện quốc gia tại giải 2006 ACC Premier League, chơi tất cả bốn trận với Hong Kong, UAE, Singapore và Malaysia.